# Brawl in Cell Block 99
Brawl in Cell Block 99 is een Amerikaanse actiethriller en exploitatiefilm uit 2017 die geschreven en geregisseerd werd door S. Craig Zahler. De hoofdrol wordt vertolkt door Vince Vaughn.

## Verhaal
Drugkoerier en heethoofd Bradley Thomas loopt tijdens een drugtransactie in dienst van misdaadbaas Eleazar in een val van de politie en belandt in de gevangenis. Eleazar wil wraak nemen voor de mislukte transactie en laat Bradley's zwangere echtgenote ontvoeren om hem te chanteren. Bradley moet in de gevangenis een medegedetineerde vermoorden als hij wil voorkomen dat er abortus gepleegd wordt op zijn ongeboren kind. Bradley vecht zich vervolgens op brutale wijze naar de streng bewaakte en mensonterende gevangenisvleugel 99, waar hij de medegedetineerde hoopt terug te vinden.

## Rolverdeling
| Acteur              | Personage         |
| ------------------- | ----------------- |
| Vince Vaughn        | Bradley Thomas    |
| Jennifer Carpenter  | Lauren Thomas     |
| Don Johnson         | Warden Tuggs      |
| Udo Kier            | The Placid Man    |
| Marc Blucas         | Gil               |
| Mustafa Shakir      | Andre             |
| Thomas Guiry        | Wilson            |
| Dion Mucciacito     | Eleazar           |
| Geno Segers         | Roman             |
| Fred Melamed        | Mr. Irving        |
| Willie C. Carpenter | Lefty             |
| Clark Johnson       | Detective Watkins |

## Productie
De opnames gingen op 15 augustus 2016 van start in New York en eindigden op 17 oktober 2016.

## Release en ontvangst
De film ging op 2 september 2017 in première op het filmfestival van Venetië. Een maand later werd de film in Nederland vertoond op het Leiden International Film Festival. In 2018 maakte de film ook deel uit van het Imagine Film Festival in Amsterdam.
De film kreeg van de Amerikaanse filmpers overwegend positieve recensies. Op Rotten Tomatoes heeft Brawl in Cell Block 99 een waarde van 91% en een gemiddelde score van 7,56/10, gebaseerd op 89 recensies. Op Metacritic heeft de film een gemiddelde score van 79/100, gebaseerd op 21 recensies.